# J.M.B. Calundan
Jens Mathias Bircherod Calundan (født 17. maj 1796 på Kærsgård, død 10. juni 1869 i Aalborg) var prokurator og medlem af Folketinget i 1854.
Calundan er søn af overretsprokurator Ole Tidemann Calundan. Han blev født på Kærsgård ved Sæby i 1796 og stod til søs i to år som 11-årig 1807-1809. Han blev ansat hos byfogeden i Nykøbing Mors i 1811 før han i 1819 tog dansk juridisk eksamen. Han købte gården Mariesminde på Mors i 1824. I 1829 blev Calundan prokurator ved underretterne i Thisted. Han har skrevet en bog (Ulykke paa Hav og Land) og flere tidsskriftsartikler.
Calundan var kandidat ved valget til Den Grundlovgivende Rigsforsamling i Mors, men fik kun 35 stemmer. Han var opstillet til Folketinget i Nykøbing Mors-kredsen i 1853 men trak sit kandidatur før afstemningen.  Da kredsens folketingsmedlem, P.Chr. Østergaard, udtrådte af Folketinget i 1854, blev Calundan valgt ved kåring som hans efterfølger ved suppleringsvalget 10. august. Han genopstillede ikke ved det ordinære valg allerede 1. december 1854 eller senere.